# Флаг Грузии
Флаг Гру́зии (груз. ხუთჯვრიანი დროშა, пятикрестный флаг) — наряду с гербом и гимном — один из главных официальных символов Грузии.

## Описание
Современный флаг Грузии представляет собой прямоугольное полотнище белого цвета с четырьмя маленькими равносторонними Болнисско-Кацхскими в четырёх квадрантах красными крестами и одним центральным Георгиевским. Изображённые на государственном флаге Грузии один прямоугольный крест и по углам четыре малых креста на серебряном (белом) фоне являются общехристианским символом, олицетворяющим Иисуса Христа-Спасителя и четырёх евангелистов. Серебряный (белый) цвет в геральдике указывает на невинность, непорочность, чистоту, мудрость, а красный — мужество, отвагу, справедливость и любовь.

## Военные флаги

Военно-морской флаг
Военный флаг
Флаг Сухопутных войск
Флаг Военно-воздушных сил

## История

Построение флага

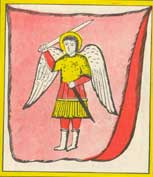
Архангел Михаил. Знамя земли, подвластной Грузии. Из атласа Вахушти, 1735

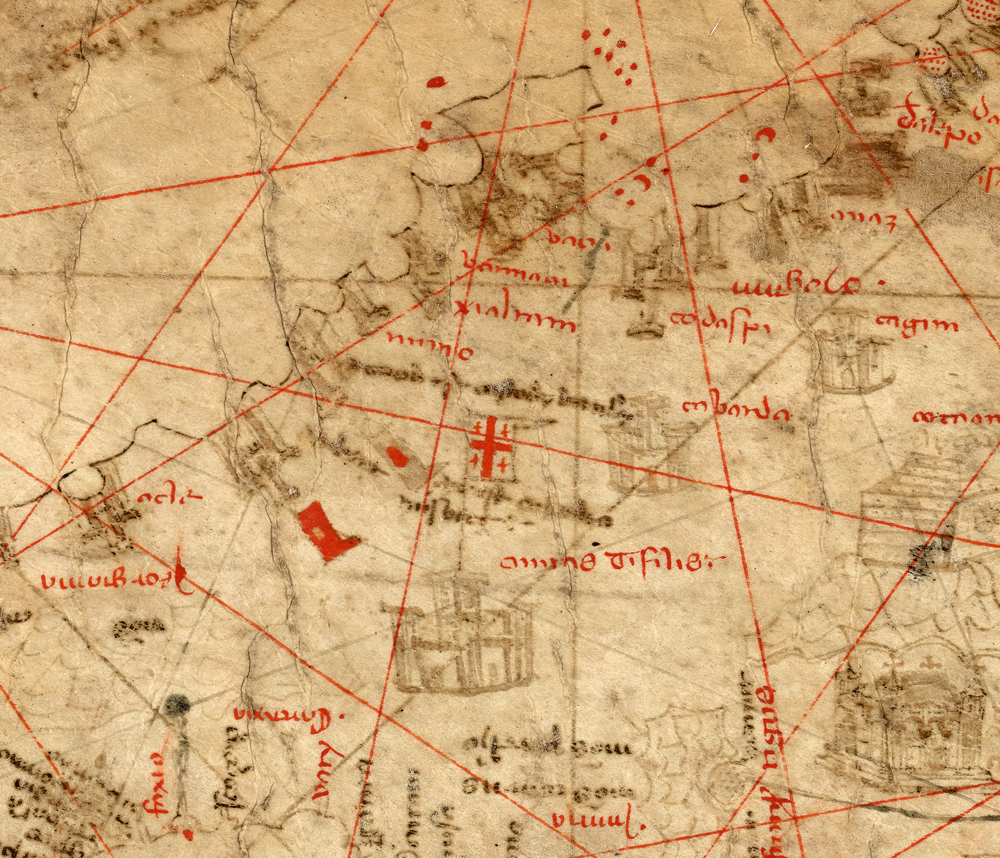
Фрагмент карты братьев Пиццигани, на котором Тифлис обозначен пятикрестным флагом

Белый флаг с красным крестом святого Георгия предположительно использовался в V веке грузинским царем Вахтангом I Горгасали.
Также считается, что царица Тамара использовала флаг с темно-красным крестом и звездой в белом поле.
На карте братьев Пиццигани 1367 года Тифлис обозначен Иерусалимским крестом (большой крест в окружении четырёх меньших крестов).

### Флаг Грузинской Демократической Республики

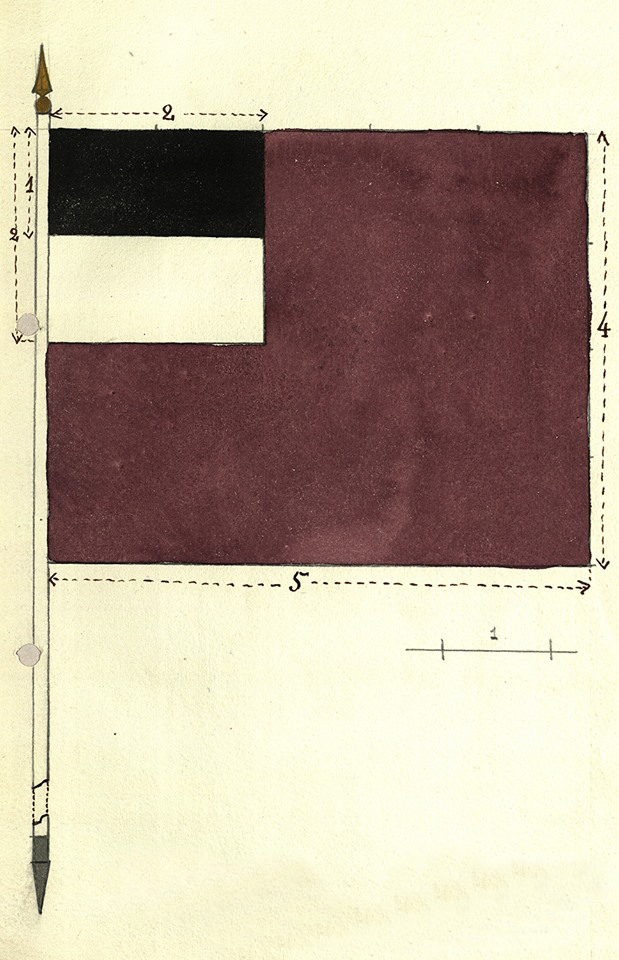
Флаг Грузинской Демократической Республики (1918—1921)

26 мая (8 июня) 1918 года был распущен Закавказский сейм и его члены, составлявшие Грузинский национальный совет, провозгласили независимость Грузии.
Над зданием дворца наместника Кавказа, где заседал Закавказский сейм, был поднят флаг, представляющий собой тёмно-красное (кизиловое) полотнище с чёрно-белым крыжом (ширина крыжа составляла половину ширины флага, а длина — 3/8 длины флага, отношение ширины к длине которого было равно 1:2). Создатель флага скульптор Яков Николадзе получил от грузинского правительства 3000 рублей.
Кизиловый цвет символизировал яркое прошлое страны и радость. Чёрная полоса — трагический период в истории Грузии под европейским управлением, белая — мирное развитие нации и надежду. Кизиловый и белый цвета использовались на знаменах грузинских царей в XVIII в, имевших белые косые кресты на кизиловых полотнищах.
Впервые этот флаг был публично поднят 25 марта 1917 года в городе Кутаиси на местном митинге Грузинской национал-демократической партии.
10 сентября 1917 года законом Грузии было установлено, что верхней в крыже должна изображаться белая полоса.
После утверждения 20 сентября 1917 года герба Грузии он стал изображаться в центре свободной части официального флага правительственных органов Грузии. Диаметр изображения герба был равен половине длины крыжа (то есть 3/16 длины флага).
При изготовлении флагов пропорции ширины и длины и ширина крыжа, порядок полос в нём не всегда соответствовали установленным.
Во время Гражданской войны появилось несколько проектов военно-морского флага Грузии:

Белое полотнище с косым крестом кизилового цвета;
Белое полотнище с прямым крестом кизилового цвета и чёрно-белым кантоном;
Полотнище кизилового цвета с косым белым крестом.

Ни один из этих флагов не был принят.

### Флаги Грузинской ССР
Грузинская Демократическая Республика существовала недолго. В 1921 году в Грузию вошли советские войска и в 1922 году был создан новый флаг — красное полотно с надписью ССРГ в левом верхнем углу. В 1930 году было решено заменить слово ССРГ на надпись по-грузински საქართველოს სსრ («САКАРТВЕЛОС ССР/Грузинская ССР»). В 1940 году Верховный Совет Грузии принял новый флаг Грузинской Советской Социалистической Республики — был заменён красный и в левом верхнем углу появилась надпись золотом სსსრ («СССР»). 11 апреля 1951 года был принят новый флаг — красное полотно, вверху которого была голубая полоса, в левом верхнем углу — квадрат голубого цвета, в середине квадрата круг, в нём красные серп и молот, над ними красная пятиконечная звезда, от круга к сторонам квадрата расходятся 24 красных луча. Флаг Грузинской ССР был единственным среди всех флагов союзных республик, на котором серп и молот были красного, а не золотого цвета.

1921—1922 года
1922—1937 года
1937—1951 года
1951—1990 года

### Флаг Грузии (1990—2004)
14 ноября 1990 года постановлением Верховного Совета Грузинской ССР был возвращён флаг Грузинской Демократической Республики 1918—1921 годов.
«Государственный и национальный флаг Грузии представляет собой ткань кизилового цвета прямоугольной формы, на которой со стороны древка, в верхнем углу, — чёрная (сверху) и белая (снизу) полосы. Соотношение ширины флага с его длиной — 3:5, ширина каждой полоски (чёрной и белой) равна 1/5 ширины флага, а длина — 2/5 длины флага».

Флаг 1990—2004 года

### Флаг 2004 года
Первоначально исторический флаг Грузии использовался политической партией «Единое национальное движение», основанной Михаилом Саакашвили. После Революции роз и прихода Саакашвили к власти была инициирована смена флага. 14 января 2004 года парламент Грузии утвердил закон «О государственном флаге Грузии», которым закрепил нынешний флаг в качестве официального. Согласно редакции от 6.09.2013:

Статья 2 

1. Государственный флаг Грузии — прямоугольное полотнище белого цвета, в центре которого изображён большой красный крест, а в четырёх углах — одинаковые красные крестики в форме так называемого «Болнисского креста». 